# Sahara Cross
Sahara Cross è un film d'azione del 1977 diretto da Tonino Valerii.

## Trama
All'aeroporto di Tunisi, Georges e Hamid accolgono Jean Ballard e Carl Mank: sono tutti tecnici petroliferi al soldo della potente International Petroleum Company. In giro nella casbah, dove incontrano un quinto collega, Louis. 
Georges espone ai colleghi una sua idea per fare soldi. Subito i tecnici vengono presi di mira: la loro jeep viene fatta saltare e devono tornare al campo base a piedi. E quando alcuni terroristi, fermati dai poliziotti a una stazione di rifornimento, fuggono facendo saltare la pompa di benzina, Georges rimane ucciso nell'esplosione.
Jean e gli altri si mettono alle calcagna dei fuggitivi per vendicarlo. Durante l'inseguimento uno dei terroristi, moribondo e abbandonato dai compagni, blocca gli inseguitori con una granata. Carl decide di utilizzare una vecchia pista di Rommel per riguadagnare il tempo perduto, ma per poco la jeep non salta su una mina. I terroristi vengono bloccati presso un campo di tuareg, e Carl – che segue la scena da lontano coi compagni – ne approfitta per uccidere uno di loro, colpevole della morte di Georges. Fatti prigionieri gli ultimi due, Kemal e Nicole, Jean e i due compagni si avviano verso la città, ma si perdono nel chott, un lago salato desertificato. È Kemal a ritrovare la strada. Durante una sosta notturna in una caverna, Jean si apparta con Nicole, e con la promessa di liberarla la convince a fare l'amore con lui, salvo poi rimangiarsi la parola data.
Il gruppo arriva a un altro campo, dove è di stanza Louis; lì Kemal riesce a liberarsi, e ingaggia con Jean un duello a bordo di due escavatori. Il francese ha nuovamente la meglio, ma all'arrivo della polizia in elicottero, Nicole si impadronisce di un mitra e riprende il controllo della situazione. I due terroristi e i tre tecnici si allontanano in elicottero, ma Jean rivela che l'arma di Nicole è scarica, e la situazione si ribalta nuovamente: dopo un atterraggio di fortuna, il gruppo si nasconde nei pressi della città. È ormai chiaro che Jean e i compagni – che la polizia tunisina considera ancora ostaggi dei terroristi – hanno un piano, e che stanno sfruttando i terroristi come copertura. Hamid ruba un autobus e crea un diversivo, gli altri si recano all'aeroporto di Djerba, dove Nicole e Kemal dirottano un aereo in partenza, chiedendo un riscatto di tre milioni alla IPC. Le autorità non possono che accettare: i terroristi liberano gli ostaggi, tra cui ci sono Jean e Carl, e partono. I quattro tecnici si riuniscono in albergo, dove viene svelato che Jean e compagni hanno sfruttato la situazione per intascare i tre milioni di dollari. Jean e Carl si spogliano: nascosti sotto i vestiti, nelle scarpe e nella biancheria intima, hanno mazzette di banconote di grosso taglio. Ricchi e felici, brindano alla memoria di Georges, lo sfortunato ideatore del piano.

## Curiosità
Sahara Cross è stato il primo film italiano in cui venne utilizzata la Steadicam. La speciale cinepresa, di cui era stato da poco immesso sul mercato il primo modello, consentì a Valerii di effettuare numerosi ed elaborati piani sequenza. Secondo David Ballerini, il film «dimostra una maturità tecnica e artistica tale nell'uso della Steadicam» che ne fa «una perla rara, per precocità e maturità delle soluzioni linguistiche adottate, tra tutta la cinematografia precedente al 1980»
Il film ebbe un successo di pubblico inferiore alle attese, nonostante un protagonista assai popolare come Franco Nero. Gli incassi furono di poco superiori ai 700 milioni di lire.